# François-Xavier Rey
François-Xavier Rey est un homme politique français né le 2 septembre 1743 à Béziers (Hérault) et décédé à une date inconnue.
Avocat à Béziers, il est député du tiers état aux états généraux de 1789. Il fait partie du comité des Finances et de celui de la Justice. Il est nommé juré à la haute cour de Vendôme en 1791.

## Sources
- « François-Xavier Rey », dans Adolphe Robert et Gaston Cougny, Dictionnaire des parlementaires français, Edgar Bourloton, 1889-1891 [détail de l’édition]